# Сандовал (Илиноис)
Сандовал (енгл. Sandoval) град је у америчкој савезној држави Илиноис.

## Демографија
По попису из 2010. године број становника је 1.274, што је 160 (-11,2%) становника мање него 2000. године.
| Група             | 2000.         | 2010.         |
| Белци             | 1.392 (97,1%) | 1.223 (96,0%) |
| Афроамериканци    | 6 (0,4%)      | 10 (0,8%)     |
| Азијати           | 4 (0,3%)      | 4 (0,3%)      |
| Хиспаноамериканци | 14 (1,0%)     | 19 (1,5%)     |
| Укупно            | 1.434         | 1.274         |